# Инджиркьой
„Инджиркьой“ (на турски: İncirköy) е квартал в район „Бейкоз“ в Истанбул, Турция. Намира се в анадолската част на града и граничи с кварталите „Гюмюшсую“ на север и „Пашабахче“ на юг. „Инджиркьой“ е един от най-гъсто населените квартали в „Бейкоз“.